# Palexpo
 (novembre 2019).
Palexpo ou Centre international d'expositions et de congrès de Genève est le complexe d'expositions de Genève (Suisse).

## Description
Palexpo est situé dans la ville du Grand-Saconnex (canton de Genève) aux abords de l'aéroport international de Genève. Sa construction débute en 1977. Les premiers bâtiments sont inaugurés le 18 décembre 1981. S'étendant au départ sur une surface de 58 000 m2, sa superficie augmente à trois reprises avec la halle 5, inaugurée en janvier 1987, la halle 7 (février 1995) et enfin la halle 6 (février 2003). En 23 ans, sa surface double pratiquement en passant à 111 000 m2. Une salle de concert de 9 500 places (Geneva Arena) est ajoutée au complexe en 1995.
Palexpo SA gère, exploite et développe Palexpo, notamment en organisant et développant des salons, conférences, congrès et manifestations de tous ordres, soit pour son propre compte, soit pour des tiers.
Elle s’efforce également de contribuer par son activité au rayonnement des sciences, de la culture, des arts, du sport ou des activités philanthropiques.
Elle peut organiser ou prêter son concours à l’organisation de tous types de manifestations sur d’autres sites d’exposition et commercialiser ainsi son savoir-faire à l’extérieur.
Elle a un caractère d'utilité publique et s'interdit toute spéculation.
L’État de Genève en tant qu’actionnaire majoritaire doit conserver la majorité du capital.

## Expositions

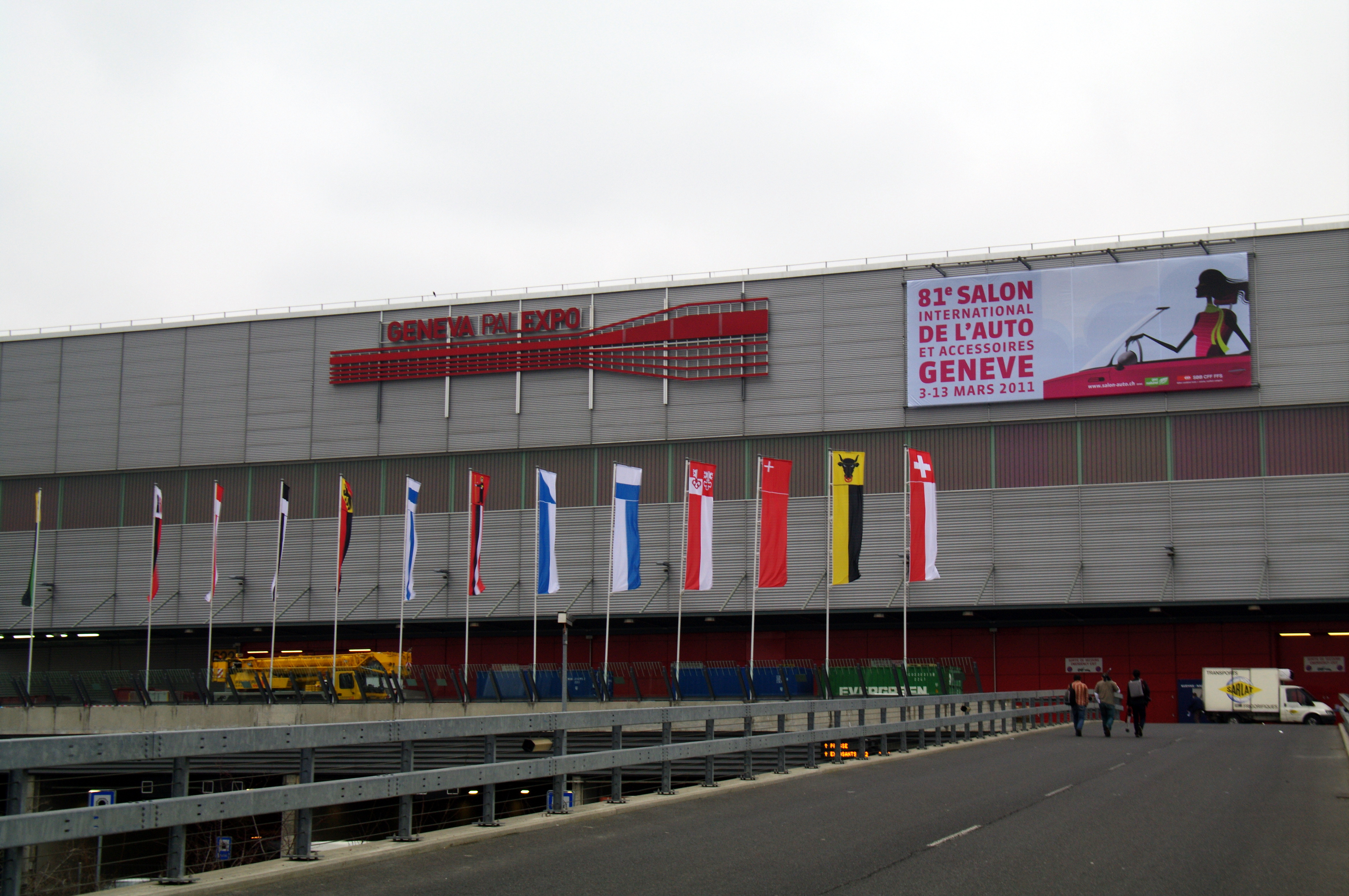
Une partie du bâtiment de Palexpo.

Parmi les grandes expositions accueillies à Palexpo, on peut citer :
- le Salon international de l'automobile ;
- le Salon international des inventions ;
- le Salon du livre ainsi que le Salon d'art artgenève ;
- Les Automnales ;
- Salon international de l'aviation d'affaires de Genève EBACE ;
- Watches and Wonders ; Salon international de la haute horlogerie ;
- Le Concours Hippique International de Genève
- GemGenève : Salon international de la joaillerie et des pierres précieuses.

## Concerts
Palexpo accueille différents concerts, comme celui de Depeche Mode le 10 novembre 2009 durant la tournée Tour of the Universe, Mylène Farmer les 18 et 19 octobre 2013 durant sa tournée Timeless 2013 ou encore Bruno Mars le 14 juin 2017 dans le cadre de son 24K Magic World Tour. Le 11 avril 2018, lors de leur tournée Worldwired Tour, Metallica s'y produisit devant plus 20 000 personnes, un record pour un concert indoor en Suisse.

## Sports

### Athlétisme
Chaque année en novembre et juste avant l'ouverture des Automnales, ont lieu les 10 kilomètres de Palexpo, une course en relais indoor unique en Suisse romande.

### Tennis
Palexpo accueille parfois certaines rencontres de Coupe Davis pour les matchs à domicile de l'équipe de Suisse de Coupe Davis ou de Fed Cup pour les matchs à domicile de l'équipe de Suisse de Fed Cup.
La Laver Cup 2019 y est organisée.